# Chinesische Nationalspiele 1997/Badminton
Bei den Chinesischen Nationalspielen 1997 wurden vom 12. bis zum 24. Oktober
1997 in Shanghai im Badminton fünf Einzel- und zwei Teamwettbewerbe ausgetragen.

## Sieger und Finalisten
| Disziplin    | Gold               | Silber                 |
| ------------ | ------------------ | ---------------------- |
| Herreneinzel | Chen Gang          | Lin Liwen              |
| Dameneinzel  | Ye Zhaoying        | Gong Zhichao           |
| Herrendoppel | Jiang Xin Liu Yong | Chen Kang Yu Jinhao    |
| Damendoppel  | Gu Jun Ge Fei      |                        |
| Mixed        | Liu Yong Ge Fei    | Chen Xingdong Chen Lin |
| Herrenteam   | Jiangsu            | Fujian                 |
| Damenteam    | Hunan              | Jiangsu                |